# Integriertes Umweltprogramm 2030
Mit dem Entwurf des Integrierten Umweltprogramms 2030 hat das Bundesumweltministerium im Jahr 2016 nach 1971 und 1998 das dritte Umweltprogramm in der Geschichte der deutschen Umweltpolitik veröffentlicht.
Anders als der Klimaschutzplan 2050, der auf die Klimapolitik der Bundesregierung abzielt, beschreibt das Umweltprogramm die längerfristige Strategie des Umweltministeriums auf allen Felder der Umweltpolitik.
Die damalige Umweltministerin Barbara Hendricks folgte mit der Veröffentlichung des Umweltprogramms einer Vereinbarung aus dem Koalitionsvertrag und wollte damit die Arbeit des Umweltministeriums für die Legislaturperiode nach der Bundestagswahl 2017 vorbereiten. Zunächst sollte die Ausgestaltung der vorgeschlagenen Maßnahmen mit der Öffentlichkeit, den Verbänden, der Wissenschaft und den Beiräten der Bundesregierung diskutiert werden. Eine Ressortabstimmung war nicht vorgesehen.
Zusammen mit 15 Leitzielen und mehreren Dutzend Einzelmaßnahmen postulierte das Ministerium seinen Anspruch auf ein Initiativrecht für Gesetzesvorlagen mit umweltpolitischer Bedeutung ähnlich dem entsprechenden Recht von Familien- und Verbraucherministerium und forderte eine generelle Gesetzesfolgenabschätzung bezogen auf Umwelt- und Natureffekte.

## Zentrale Aussagen
Die Umweltpolitik soll zu einem Motor des Wandels werden auf dem Weg zu einer sozialökologischen Marktwirtschaft und einer nachhaltigen Gesellschaft.
Nach Vorsorge als Leitprinzip der Umweltpolitik (Umweltprogramm 1971) und einer Nachhaltigen Entwicklung als Leitbild (Umweltprogramm 1998) wird die neue Leitidee einer transformativen Umweltpolitik formuliert.
Es wird betont, dass die Menschheit in einem sicheren Handlungsraum bezogen auf die planetarischen Leitplanken agieren muss, das heißt, dass wirtschaftliche und soziale Ziele innerhalb der durch die Umwelt vorgegebenen Grenzen erreicht werden sollen.

## Einzelmaßnahmen (Auszug)
- Ende der Kohleverstromung vor 2050[13]
- Verlängerung der Nutzungsdauer von Elektrogeräten[14][15]
- „Zweites Preisschild“ für die Sozial- und Umweltkosten von Produkten[14][16]
- Ökolandbau stärker fördern[17]
- Umweltverträglichkeit der Tierhaltung sicherstellen[17]
- Öffentliche Debatte über ein Leitbild „Zukunftsfähige Landwirtschaft“[18]
- Grundlegende Mobilitätswende[19]
- Ab 2030 sollen nur noch emissionsfrei KFZ neu zugelassen werden[20]